# Marko Šimić
Marko Šimić, né le 23 janvier 1988 à Rijeka en Yougoslavie, aujourd'hui en Croatie, est un footballeur international croate, qui évolue au poste d'attaquant au Persija Jakarta.

## Biographie

### En club
Le 6 janvier 2017, Šimić rejoint le club de la Negeri Sembilan.
Le 10 juin 2017, Šimić signé avec Melaka United après avoir été abandonné par Negeri Sembilan. Le 1er juillet 2017, il fait ses débuts pour Melaka United lors d'un match 1–1 contre le PKNS.
Le 27 décembre 2017, Šimić signé avec Persija Jakarta après ne pas parvenir à un accord avec Kelantan FA.
Le 8 janvier 2018, Šimić inscrit son premier but pour le club lors d'un tournoi de pré-saison Super Coupe de Suramadu 2018 contre Madura United, alors que son équipe faisait match nul 2–2.
Il fait ses débuts en championnat dans le championnat d'Indonésie pour le Persija le 23 mars lors d'un match nul 0-0 contre le Bhayangkara.
Le 28 février 2018, Šimić inscrit son but international pour le Persija en marquant un triplé lors d'une victoire 4-1 en coupe de l'AFC contre les Tampines Rovers.
Šimić ensuite remporté le Soulier d'Or après avoir terminé la saison 2019 en tant que meilleur buteur du championnat d'Indonésie avec 28 buts.
Le 26 avril 2022, Šimić met fin unilatéralement à son contrat avec Persija après que son salaire ait été réduit lors de l'arrêt de la saison 2020.
Après avoir joué brièvement avec le FK Radnički 1923, Šimić est revenu en Persija juste avant le début de la saison de 2023-2024. Lors de sa deuxième titularisation dans un match contre Bhayangkara qui s'est terminé 4-1, Šimić marqué ses 99e et 100e buts pour le Persija toutes compétitions confondues.

## Palmarès
- Avec le Daugava Daugavpils
  - Coupe de Lettonie en 2008
- Avec le Becamex Bình Dương
  - Champion du Viêt Nam en 2015
- Avec le Persija Jakarta
  - Champion d'Indonésie en 2018